# Immendingen
Immendingen település Németországban, azon belül Baden-Württembergben. Lakosainak száma 6601 fő (2023. december 31.).

## Népesség
A település népessége az elmúlt években az alábbi módon változott:
| Lakosok száma | 5608 | 6111 | 6237 | 6259 | 6473 | 6606 | 6601 |
|               | 1975 | 2014 | 2017 | 2019 | 2021 | 2022 | 2023 |

## Közlekedés

### Vasút
A településen halad keresztül a Schwarzwaldbahn vasútvonal.